# 2021 en informatique
| Années de l'informatique : 2018 - 2019 - 2020 - 2021 - 2022 - 2023 - 2024    |
| Décennies de l'informatique : 1990 - 2000 - 2010 - 2020 - 2030 - 2040 - 2050 |

Cet article présente les faits marquants de l'année 2021 en informatique.

## Événements
- IBM annonce avoir gravé la première puce en technologie 2 nm[1].
- Développement de la 5G et de l'edge computing[2]
- En juin, Atos livre le supercalculateur Belenos à Météo-France pour effectuer les prévisions météorologiques[3].
- 16 juillet : La Commission Nationale de Protection des Données du Luxembourg inflige à Amazon un amende de 886 millions de dollars américains / 746 millions d'euros pour non-respect du Règlement général sur la protection des données, car l'entreprise récupère et analyse les données personnelles de leurs clients pour des fins de ciblage publicitaire sans leur consentement, ce qui constitue la plus grande amende jamais donnée dans l'Union européenne pour une infraction à l'utilisation des données des clients[4],[5].

## Normes
- SO/IEC/IEEE 8802-3:2021 Télécommunications et échange entre systèmes informatiques — Exigences pour les réseaux locaux et métropolitains[6]

## Logiciel
- Le marché des logiciels d'Intelligence artificielle a progressé de plus de 20% en 2021[7].

### Système d'exploitation
- Windows 10 approche des 80 % de part de marché pour les ordinateurs de bureau[8], mais Windows 7 est encore largement utilisé un an après la fin de son support[9].
- 5 octobre 2021 : sortie de Windows 11

## Matériel
- Sortie du LTO-9